# TrackMania Sunrise
TrackMania Sunrise (afgekort ook TMS) is het tweede computerspel uit de TrackMania-reeks. Het werd opnieuw ontwikkeld door Nadeo en bevat realistischere graphics. Het bevat drie omgevingen, eiland, baai en kust, en opnieuw met elk een unieke auto die geschikt is voor de eigenschappen van de omgeving. Eiland heeft snelle sportauto's die scherpe bochten kunnen maken op meestal brede wegen. Baai heeft auto's met een goede vering met weinig sleepkracht om oversturen waarschijnlijker te maken. Kust heeft relatief langzame wagens op kleine wegen. Omdat de wagens weinig sleepkracht hebben, kunnen de kustauto's gemakkelijk worden gebruikt voor het driften door de bochten. Het spel in gemaakt op een opgeknapte motor voor een betere uitstraling en een internetaansluiting. De banen kunnen nu reclameborden bevatten, met meestal een logo van het spel zelf.

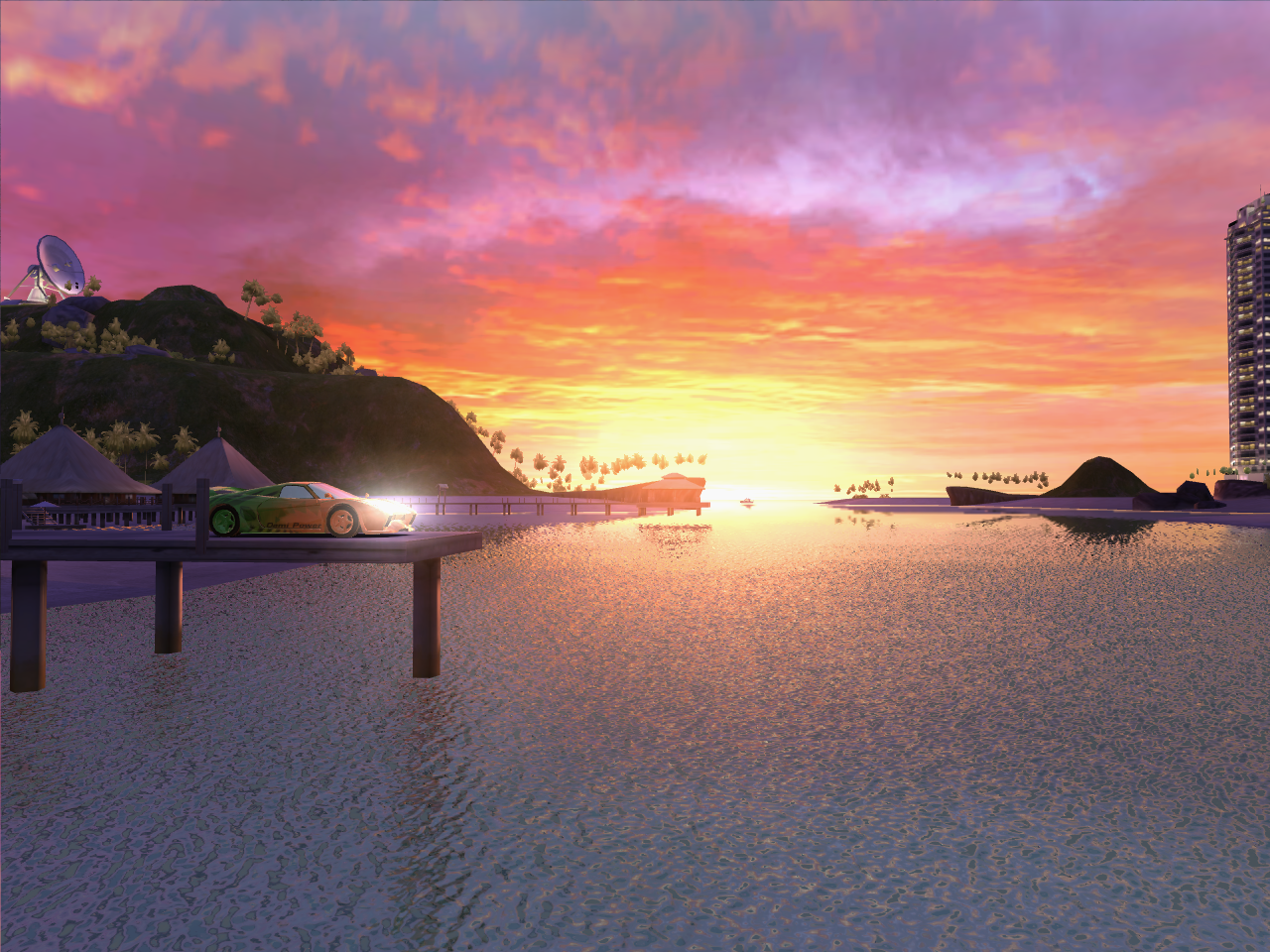
Een foto van de eiland omgeving tijdens de zonsondergang.

Het spel bevat ook twee nieuwe modi:
Bij platform is het de bedoeling om zo min mogelijk opnieuw te beginnen. De speler moet langs alle checkpoints en bij de finish uitkomen. Veel platformbanen bevatten veel sprongen en andere moeilijke hindernissen om het lastig te maken om op de baan te blijven.
Bij crazy is het de bedoeling om een baan uit te racen. Maar nu racet de speler tegen geesten, die steeds een snellere tijd hebben dan de laatste. De speler moet een snellere tijd hebben dan elke geest maar tegelijkertijd niet de tijdslimiet overschrijden.
TrackMania Sunrise heeft meer toevoegingen dan TrackMania Original; sommige ervan waren later toegevoegd in de tweede editie van TrackMania Original. De speler kan nieuwe auto's importeren en nog veel meer aspecten van het spel aanpassen. Het spel bevat een verbeterde internetverbinding met een peer-to-peersysteem dat het mogelijk maakt om auto's, banen en andere zaken te delen. De nieuwe editor gebruikt de muis, wat in TrackMania Original niet zo was, en bevat special effects, zoals het laten verschijnen van tekst en het veranderen van de camerapositie wanneer gebruik wordt gemaakt van Media Tracker.

## TrackMania Sunrise eXtreme
TrackMania Sunrise eXtreme (afgekort ook TMSX) is een gratis uitbreidingspakket voor TrackMania Sunrise. Het pakket voegt meerde stukken toe, zoals de snelheid en stunts in het spel. Een nieuwe modus, stunt, is toegevoegd, waarin het de bedoeling is punten te verzamelen door stunts te doen, door bijvoorbeeld de wagen rond te laten draaien in de lucht. Daarna moet de speler zo vlug mogelijk naar de finish, want als hij niet op tijd is, verliest hij zijn punten weer.
Het uitbreidingspakket werd gratis beschikbaar gesteld op de website.